# Odie
Odie is een fictieve hond van het ras Beagle uit de stripserie Garfield van Jim Davis. Verder deed hij mee in Garfield and Friends en de twee live-action films.
Odie is een aardige maar zeer domme hond met een gele vacht en bruine oren. In de live-action films wordt hij echter gespeeld door een dashond. Hij heeft een grote tong die altijd uit zijn bek hangt. Zijn IQ is zo laag dat men het moet opgraven.

## Creatie
Odies naam is afkomstig uit een reclame die Jim Davis maakte voor een autogarage. In deze reclame kwam een zekere "Odie, de dorpsgek" voor. Jim Davis vond de naam wel passend voor Lymans hond, dus kreeg die ook de naam Odie.
In het begin had Odie zwarte oren, maar nadat Jim Davis te horen kreeg dat Odie op deze manier erg leek op “Snoopy” werd de kleur veranderd in bruin.
Sinds kort loopt Odie net als Garfield op zijn achterpoten.

## Geschiedenis
Odie verscheen voor het eerst in de stripserie op 8 augustus 1978, wat ook wordt gezien als zijn verjaardag. Er is echter maar één strip geweest waarin Odie’s verjaardag daadwerkelijk gevierd werd: in 1995.
Oorspronkelijk was Odie de hond van Jon Arbuckle's kamergenoot Lyman. Lyman verdween na vijf jaar echter uit de serie, en sindsdien is Odie Jons hond.
In de live-action films krijgt Jon Odie van de dierenarts Liz.

## Praten
Odie is het enige dier in de strip zonder denkballonnetjes. Hij wordt gezien als een “normale” huishond die alleen maar blaft. Odie heeft waarschijnlijk expres geen denkwolkje omdat Odie vaak als hersenloos wordt gezien (vooral door Garfield) . Eenmaal dacht hij echter "I'm hungry". Soms denkt hij wel zoals Garfield.
Er zijn slechts drie voorbeelden bekend waarin Odie daadwerkelijk praat. In de aflevering 'Mistakes Will Happen' van Garfield and Friends zegt Odie 'I don't know, I'm kinda scared'. Dit was bedoeld als een van de moedwillig gemaakte fouten in de aflevering. In de tv-special 'Garfield Goes Hollywood' in de eerste 'Pet Search'-scene als Garfield 'Oh well, the wizard of love' zingt, zijn er duidelijk twee stemmen te horen. In de strip praatte Odie een keer in een droom van Garfield.

## Intelligentie
Dat Odie mogelijk niet zo dom is als de meeste mensen denken wordt een paar maal gesuggereerd in de strips. Eenmaal werd gezien hoe Odie toen hij alleen thuis was naar klassieke muziek luisterde en de roman Oorlog en vrede van Leo Tolstoj las. In een ander sloot Odie zichzelf op in de auto waar hij vervolgens alleen kon genieten van de kip, radio en chips terwijl de buitengesloten Garfield en Jon kletsnat werden in de regen. Garfield erkende dit zelf ook door te zeggen "He's not as dumb as he looks, but then again who could be?" In de strip van 28 januari 2010 loste Odie zonder moeite binnen een paar tellen een sudoku op.

## Odie en Garfield
Voor Garfield is Odie niets meer dan een kwijlende idioot. Hij gebruikt Odie dan ook voornamelijk als slachtoffer. Odie wordt vrijwel altijd van de tafel geschopt door Garfield. Odie neemt weleens wraak, maar dit wordt meestal niet opgemerkt door Garfield (zo wilde Odie Garfield een keer van de tafel duwen, maar dat lukte niet omdat de kat te zwaar was).
Diep van binnen geeft Garfield echter wel om Odie. Vooral omdat Garfields leven een stuk saaier zou zijn zonder Odie in de buurt.
Ook begint Odie tegenwoordig meer op Garfield te lijken. Zo houdt hij er bijvoorbeeld van om alleen thuis te zijn als Jon uit is met Liz en houdt hij er niet van als Jon dan een babysitter inhuurt om op Garfield en hem te passen. Ook lijkt hij een stuk bijdehanter te zijn geworden.